# Benjamin Ndiaye
Benjamin Ndiaye (Joal-Fadiout, 28 de outubro de 1948) é um arcebispo da Igreja Católica senegalês. É o atual arcebispo de Dacar.

## Biografia
Após os estudos primários, ele partiu para o Seminário Menor de Ngasobil, onde permaneceu até 1967. Ele continuou seus estudos no Seminário Maior de Libermann em Dacar, bem como no Colégio Sainte-Marie de Hann até o bacharelado. Entre 1970 e 1974, estudou filosofia e teologia nos principais seminários em Sébikotane e Ányama, na Costa do Marfim. Então ele partiu para Friburgo, onde em 1977 obteve uma licença de teologia.
Foi em 21 de agosto de 1977 que ele foi ordenado padre pelo cardeal Hyacinthe Thiandoum em sua cidade natal. Sua passagem para a Escola Bíblica e Arqueológica Francesa de Jerusalém é sancionada por um diploma, depois que ele escreveu duas memórias. Entre 1979 e 1993, ele ocupou vários cargos nas paróquias e no seminário de Dacar. De lá, ele retornou a Friburgo, onde obteve bacharelado nas Escrituras Sagradas.
Estudante de 1993 no Instituto Católico de Paris, tornou-se doutor em teologia em 1996. De volta ao Senegal, exerceu várias funções paroquiais e entre 2000 e 2001, foi vigário-geral da Arquidiocese de Dacar.
Ele foi nomeado pelo Papa João Paulo II como bispo de Kaolack em 15 de junho de 2001. Foi sagrado por seu antecessor, Théodore-Adrien Sarr, nomeado arcebispo de Dacar um ano antes, a quem sucedeu em 22 de dezembro de 2014. Foi instalado na Arquidiocese em 21 de fevereiro de 2015.